# HBTQ-fri zon

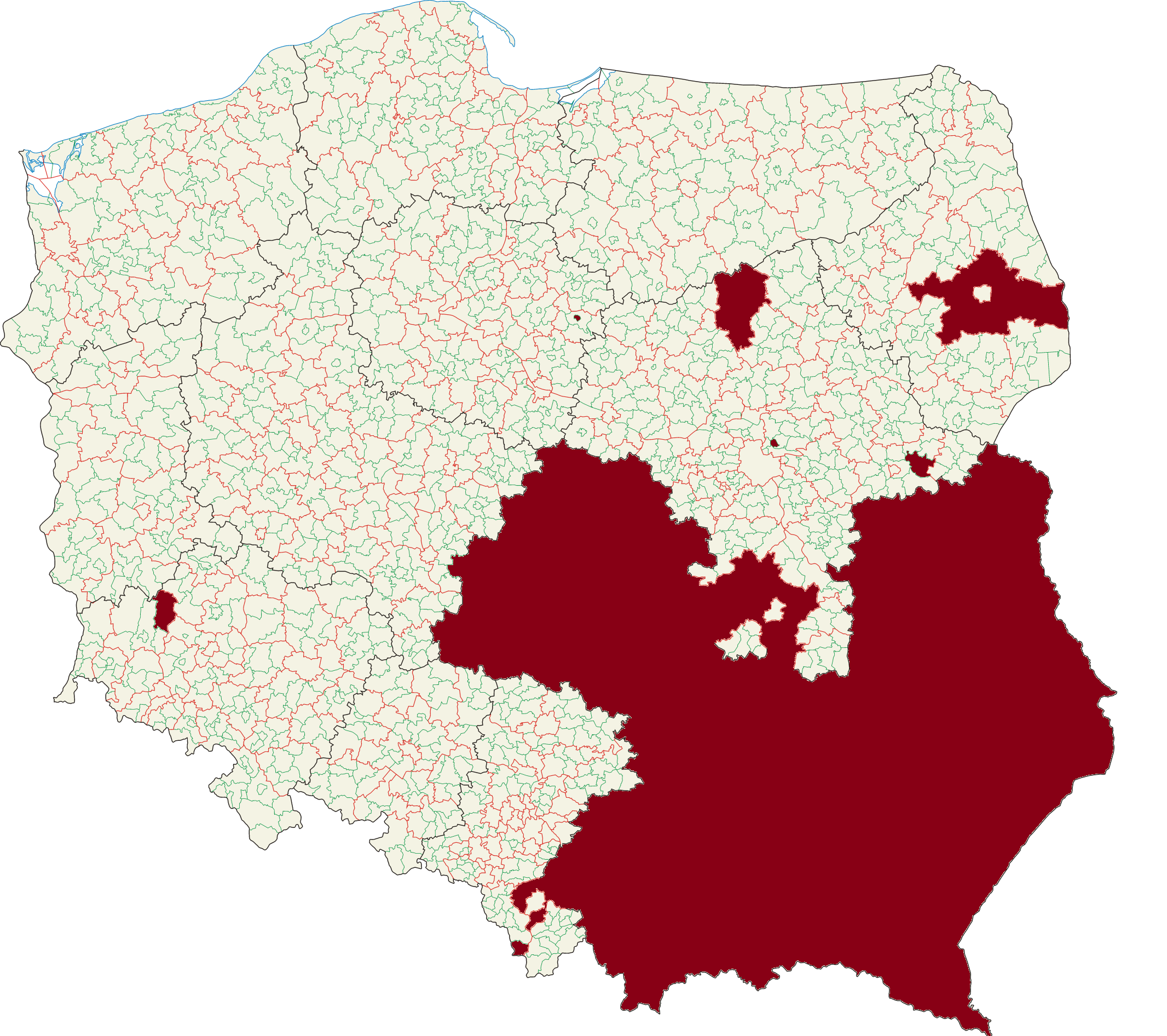
Polska regioner som genom politiska beslut hade förklarat sig själva som 'HBTQ-fria zoner' i januari 2020

HBTQ-fria zoner är kommuner, powiat och vojvodskap i Polen som har förklarat sig själva som ovälkomnande till "HBTQ-ideologi" genom olika politiska beslut. Dessa har huvudsakligen beskrivits som symboliska, med liten eller ingen direkt juridisk verkan. Besluten har dock kritiserats av Europarådets kommissionär för mänskliga rättigheter för att ha en avskräckande inverkan på individer och institutioner och att ge en känsla av stöd till dem som utövar hat och diskriminering.
Fenomenet tog fart 2019 när närmare 100 folkvalda församlingar på olika nivåer antog dessa förklaringar. Utländska ambassadörer i Polen och flera europeiska instanser, däribland Europaparlamentet, har fördömt handlingarna. Hot om indragna EU-bidrag till regioner som förklarat sig själva som 'HBTQ-fria' har haft en skarp inverkan, och i november 2021 hade antalet instanser med gällande beslut halverats.